# Kinesiologi
Kinesiologi (af græsk: kinein 'bevæge', og -logi) er en alternativ behandlingsmetode, der bygger på en antagelse om, at en svækkelse af et organ ledsages af en svækket muskel.
Ved at undersøge musklerne og deres styrke finder kinesiologien det muligt at afdække om patienten har psykiske eller fysiske ubalancer og blokeringer. Typisk sker undersøgelsen ved at behandleren foretager et let tryk på patientens udstrakte arm. Behandlerens opgave er at bidrage til at skabe balance i strukturel, kemisk og psykisk forstand – vedkommende kan ikke behandle symptomerne som sådan, men søger ved at teste og afbalancere livsenergien at undersøtte patientens selvhelbredselsesprocesser.
Metoden er udviklet indenfor amerikansk kiropraktik i 1960'erne og forstår sig selv som en kombination af østlig filosofi vedrørende menneskekroppens energisystemer og den vestlige verdens viden om fysiologi og anatomi. Kinesiologiens fader regnes for at være George Goodheart.